# Hadí sloup
Hadí sloup (řecky: Τρικάρηνος Ὄφις, doslova trojhlavý had, turecky: Yılanlı Sütun) je starořímská památka v tureckém Istanbulu. Nachází se na bývalém konstantinopolské Hippodromu (dnes náměstí Sultanahmet). Jde o bronzový sloup, původně obětní tripus dovezený do Konstantinopole z Delf císařem Konstantinem I. Velikým roku 324. Původně byl v Řecku vztyčen na památku vojáků, kteří porazili Perskou říši v bitvě u Platají roku 479 př. n. l. Císař prý sloup proměnil na fontánu. Ještě v 17. století zdobily vrchol sloupu tři hadí hlavy. Jejich osud je nejasný, Silahdar Findiklili Mehmed Aga vypráví v Nusretname ("Kniha vítězství"), že všechny tři hlavy jednoduše spadly v noci 20. října 1700. Jedna z nich se dochovala a je vystavena v Istanbulském archeologickém muzeu. Hlavy původně nesly nádobu, ta byla ztracena již dříve, pravděpodobně byla ukradena či zničena křižáky při plenění Konstantinopole. Mezi autory, kteří se o sloupu zmiňují ve starověké literatuře, patří Hérodotos, Thúkydidés, Diodóros Sicilský, Pausaniás, Cornelius Nepos a Plútarchos. Přemístění sloupu císařem Konstantinem zaznamenali Zósimos, Eusebios z Kaisareie, Sókratés Scholastikos a Sozemenós. Jde tak o jednu z nejlépe popsaných památek ve starověkých zdrojích. Protože se postupně zvedal okolní terén, několik závitů se časem dostalo pod povrch. Spodek sloupu vykopal roku 1855 britský archeolog Charles Thomas Newton. Odhalil na spodní části starořecké nápisy. Jde o nápis "Ti, kteří bojovali ve válce" a následný soupis 31 řeckých měst, která se bitvy u Platají zúčastnila. Dochovaná část sloupu má dnes výšku 3,53 metru.